# Estado de Somalilandia
El estado de Somalilandia (en somalí: Dawlada Soomaaliland, en árabe: دولة أرض الصومال‎, romanizado: Dawlat Arḍ aṣ-Ṣūmāl) fue un país independiente de corta duración en el situado en la actual República de Somalilandia y declarada unilateralmente.
Existió en el territorio de la antigua Somalilandia británica durante cinco días entre el 26 de junio de 1960 y el 1 de julio de 1960, cuando se fusionó con el Territorio en fideicomiso de Somalilandia, anteriormente administrado por Italia, para formar la actual República de Somalia.

## Historia

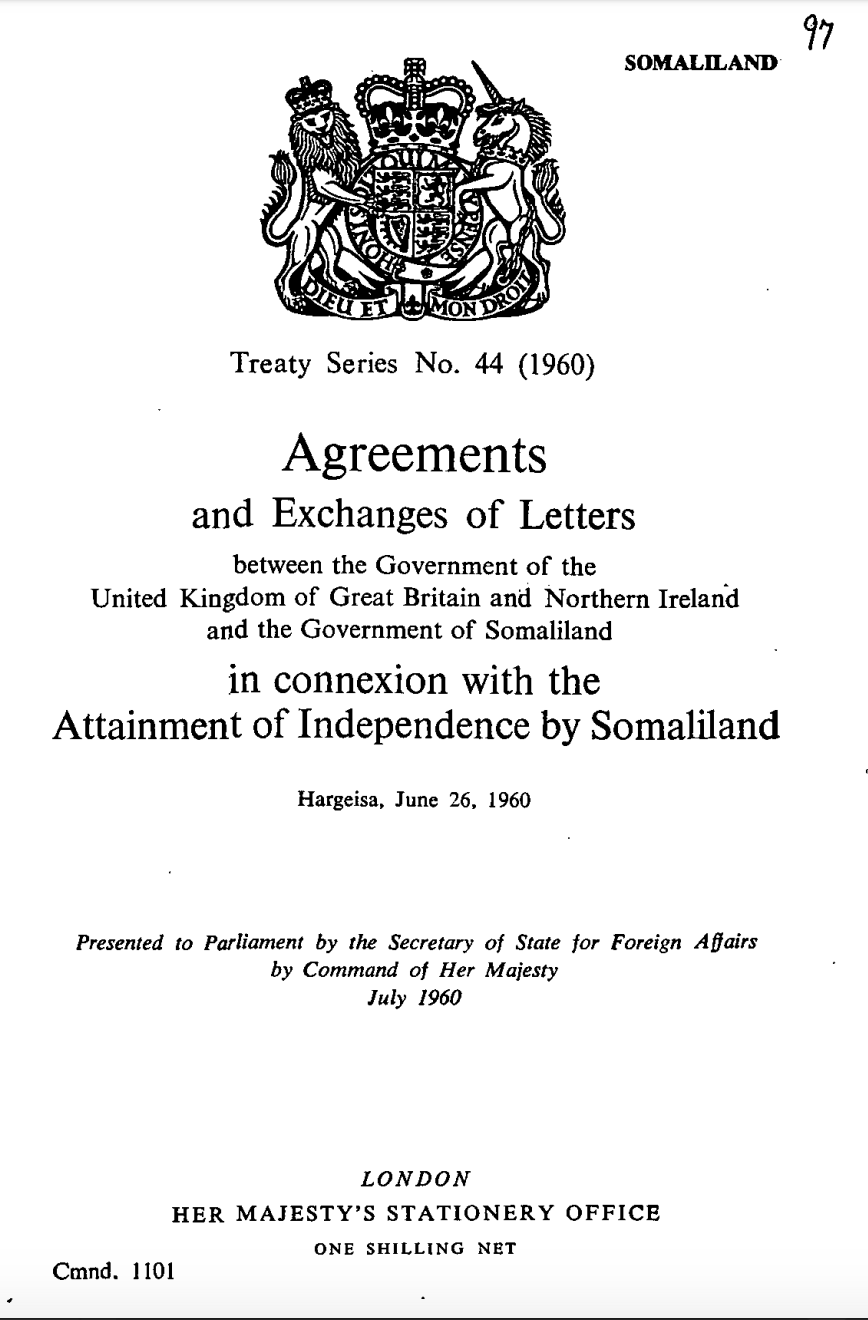
Acuerdos e Canjes de Notas entre el Gobierno del Reino Unido de Gran Bretaña e Irlanda del Norte y el Gobierno de Somalilandia en relación con la Obtención de la Independencia de Somalilandia

Inicialmente, el gobierno británico planeó retrasar  la independencia del protectorado de  Somalilandia británica a favor de una transferencia gradual del poder,El arreglo permitiría a los políticos locales adquirir más experiencia política en la gestión del protectorado antes de la independencia oficial. Sin embargo, el fuerte nacionalismo pan-somalí y una victoria aplastante en las elecciones anteriores los animó a exigir la independencia y la unificación con el Territorio en fideicomiso de Somalilandia bajo la administración italiana (la antigua Somalilandia italiana ).
Los británicos declararon que estarían preparados para otorgar la independencia al entonces protectorado de la Somalilandia británica,con la intención de que el territorio se uniera al Territorio en Fideicomiso de Somalilandia,El Consejo Legislativo de la Somalilandia Británica aprobó una resolución en abril de 1960 solicitando la independencia y la unión con el Territorio en Fideicomiso de Somalilandia, que estaba programado para obtener la independencia el 1 de julio de ese año. Los consejos legislativos de ambos territorios acordaron esta propuesta luego de una conferencia conjunta en Mogadiscio .

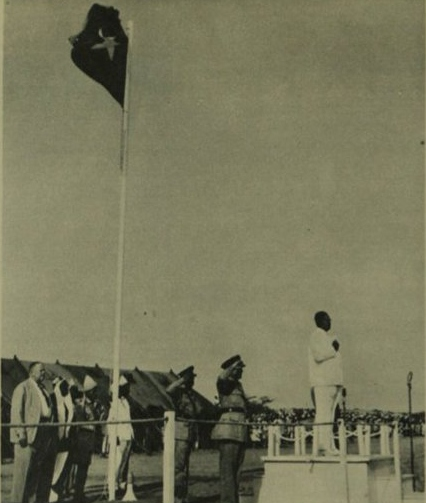
Somalilandia enarbolando la bandera somalí en la ceremonia de independencia el 26 de junio de 1960.El entonces Primer Ministro del Estado de Somalilandia, Muhammad Haji Ibrahim Egal, saluda la bandera.

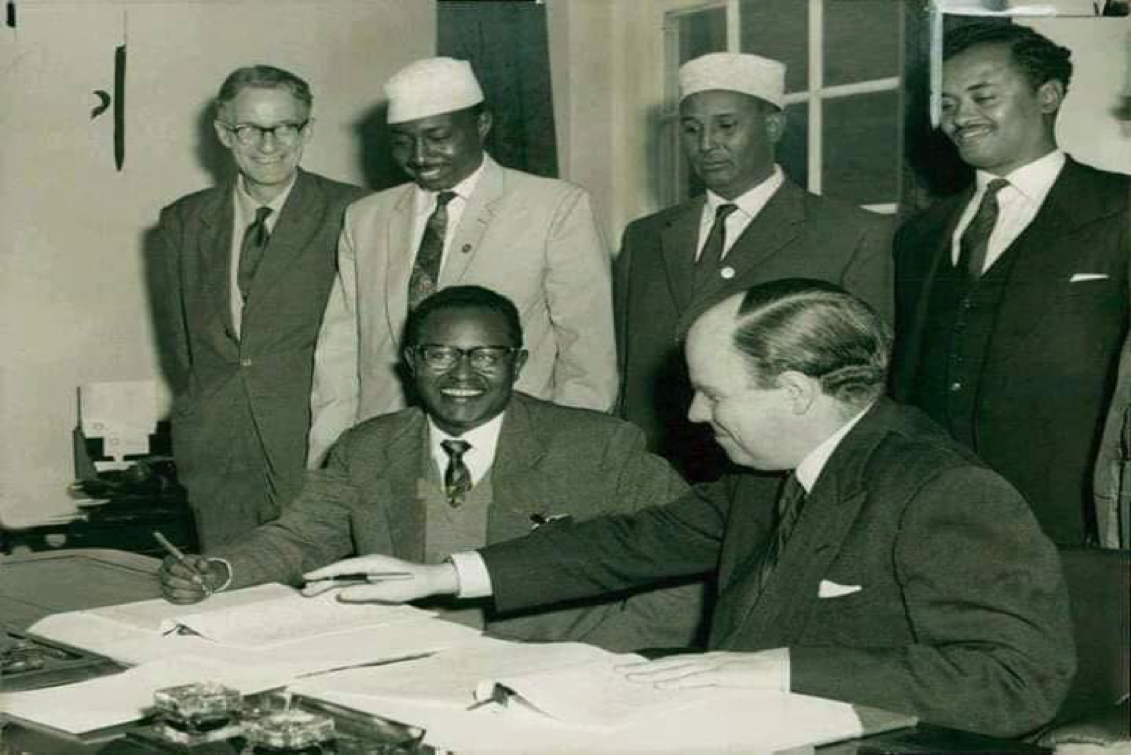
La Conferencia Constitucional del Protectorado de Somalilandia, Londres, mayo de 1960 en la que se decidió que el 26 de junio fuera el día de la Independencia,y así se firmó el 12 de mayo de 1960.Delegación de Somalilandia: Mohamed Haji Ibrahim Egal, Ahmed Haji Dualeh, Ali Garad Jama y Haji Ibrahim Nur. De la Oficina Colonial: Ian Macleod, DB Hall, HCF Wilks (Secretario)

Muhammad Haji Ibrahim Egal, que anteriormente se había desempeñado como miembro no oficial del Consejo Ejecutivo del antiguo protectorado británico de Somalilandia y líder de Asuntos Gubernamentales en el Consejo Legislativo,fue nombrado primer ministro del Estado de Somalilandia.
El 26 de junio de 1960,el antiguo protectorado británico de Somalilandia obtuvo la independencia como Estado de Somalilandia, y el Territorio en Fideicomiso de Somalilandia hizo lo mismo cinco días después. Al día siguiente,el 27 de junio de 1960, la Asamblea Legislativa de Somalilandia recién convocada aprobó un proyecto de ley que permitiría formalmente la unión del Estado de Somalilandia con el Territorio en Fideicomiso de Somalilandia el 1 de julio de 1960.
Durante su breve existencia,el Estado de Somalilandia recibió el reconocimiento internacional de 35 países, que incluían a China, Egipto, Etiopía, Francia, Ghana, Israel, Libia y la Unión Soviética . El Secretario de Estado de los Estados Unidos, Christian Herter, envió un mensaje de felicitación, y el Reino Unido firmó varios acuerdos bilaterales con Somalilandia en  Hargeisa el 26 de junio de 1960.
Esto es una copia de la carta que envió el Secretario de Estado Christian Herter

26 de junio de 1960
Sus Excelencias,
Consejo de Ministros de Somalilandia, Hargeisa.
Sus Excelencias: Les envío mis mejores deseos y felicitaciones por el logro de su independencia. Este es un hito notable en su historia, y es un placer enviar
Mis más cordiales saludos en esta feliz ocasión.
Christian A. Herter
Secretario de Estado, Estados Unidos de América .

Y aquí está la carta que Isabel II envió al pueblo de Somalilandia en el día de la independencia

“Yo, mi Gobierno y mi pueblo en el Reino Unido, les deseo lo mejor en este día de la independencia. La conexión entre nuestro pueblo se remonta a unos 130 años y la administración británica del Protectorado desde hace 60 años. Espero una amistad continua y duradera entre nuestros dos países”.

También hubo temores de enfrentamientos con las poblaciones en Etiopía 
El 1 de julio de 1960, cinco días después de que el antiguo protectorado británico de Somalilandia obtuviera la independencia como Estado de Somalilandia,el territorio se unió según lo previsto con el Territorio en Fideicomiso de Somalilandia para formar la República de Somalia (Somalia).
Abdullahi Issa formó un gobierno, con Abdulcadir Muhammed Aden como presidente de la Asamblea Nacional de Somalia, Aden Abdullah Osman Daar como presidente y Abdirashid Ali Shermarke como primer ministro,que luego se convertiría en presidente (de 1967 a 1969). El 20 de julio de 1961, ya través de un referéndum popular, el pueblo somalí ratificó una nueva constitución, que fue redactada por primera vez en 1960. Sin embargo, la constitución fue ampliamente considerada como injusta en la antigua Somalilandia, y más del 60% de los votantes del norte estuvieron en contra en el referéndum. De todos modos, se convirtió en ley. El descontento generalizado se extendió entre la población del norte, y los oficiales entrenados en Gran Bretaña intentaron una revuelta para poner fin a la unión en diciembre de 1961 . Su levantamiento fracasó y Somalilandia siguió siendo marginada por el sur durante las próximas décadas.

## Uso del estado como precedente para Somalilandia
La autoproclamada República de Somalilandia de hoy funciona como un estado independiente de facto que afirma ser el sucesor legal del Estado de Somalilandia. Sin embargo, a diferencia del antiguo Estado de Somalilandia,no está reconocido internacionalmente como país, sino que se trata oficialmente como una región autónoma dentro de Somalia.

### Trabajos citados
- Richards, Rebecca (2014). Understanding Statebuilding: Traditional Governance and the Modern State in Somaliland (en inglés). Surrey: Ashgate. ISBN 9781472425898.